# Cristina Deutekom
Cristina Deutekom, właśc. Stientje Engel (ur. 28 sierpnia 1928 w Amsterdamie, zm. 7 sierpnia 2014 tamże) – holenderska śpiewaczka operowa, sopran.

## Życiorys
Studiowała w konserwatorium w Amsterdamie, gdzie jej nauczycielami byli Johan Thomas i Coby Riemersma. Początkowo występowała jako chórzystka i w drobnych partiach operowych. W 1962 roku zadebiutowała na deskach opery w Amsterdamie w Czarodziejskim flecie W.A. Mozarta, kreując rolę Królowej Nocy. Partia ta stała się jej czołową rolą sceniczną, którą powtarzała później na czołowych scenach operowych świata, w 1967 roku debiutowała nią w nowojorskiej Metropolitan Opera. W 1971 roku dokonała jej nagrania fonograficznego pod batutą Georga Soltiego. Specjalizowała się również we włoskim repertuarze operowym, wykonując role w operach Rossiniego, Belliniego, Donizettiego i Verdiego, m.in. tytułowe partie w Normie i Łucji z Lammermooru, Heleny w Nieszporach sycylijskich i Elwiry w Purytanach. Z czasem przekształciła swój głos z sopranu koloraturowego na sopran dramatyczny.